# Lisa Loop
Lisa Loop är en svensk barnprogramserie som började sändas våren 2000 i SVT:s Bolibompa. Sedan 2004 sänds Lisa Loop i SVT B. Serien handlar om ett litet levande flygplan (i praktiken en radiostyrd modell).
Titelkaraktären är ett litet gult postflygplan med stora uttrycksfulla ögon, blond pannlugg, en gammaldags pilothuva som tak, samt en skolryggsäck som hon bär posten i. Hon bor i sin alldeles egna lilla röda hangar på ett flygfält. Varje dag ger sig Lisa ut på små äventyr, reder ut problem och fångar skurkar. Serien går i samma stil som den engelska serien om bilen Brum, och liksom den serien bygger handlingen på pantomim - ingen av figurerna talar, enbart en pålagd berättarröst finns.
Serien spelades in på Tullinge flygfält (f.d flygflottiljen F18). Många av medlemmarna i Tullinge flygklubb, och deras flygplan, medverkade som statister. Själva flygplanet Lisa Loop konstruerades av modellbyggaren Olle Almström.
Serien blev också dubbad på norska och visas på NRK.